# Naturwissenschaftlicher Materialismus ab 1850

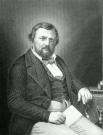
Carl Vogt (1817–1895)

Der naturwissenschaftliche Materialismus ab 1850, auch bezeichnet als wissenschaftlicher Materialismus oder abwertend als Vulgärmaterialismus, ist eine Variante des Materialismus, die seit Mitte des 19. Jahrhunderts von den Naturwissenschaftlern Carl Vogt, Ludwig Büchner und Jakob Moleschott vertreten wurde. Diese bildeten eine radikale und populäre Gegenbewegung zu den philosophischen Systementwürfen des deutschen Idealismus und zu dem gesellschaftlich dominierenden christlichen Weltbild. Sie argumentierten dabei mit dem Erfolg der rasanten wissenschaftlichen und technischen Entwicklung des 19. Jahrhunderts sowie mit den Erkenntnissen und Folgerungen der Evolutionstheorie von Charles Darwin. Die Überwindung der Kluft zwischen organischer und anorganischer Chemie durch Friedrich Wöhlers Synthese eines organischen Stoffes (Harnstoff) wurde von ihnen als Argument gegen vitalistische und für materialistische Ansätze benutzt.
Diese Variante des Materialismus, die vor allem im deutschsprachigen Raum vertreten wurde, führte im Materialismusstreit zu heftigen Kontroversen. Zu einer Auseinandersetzung zwischen Vogt und dem Physiologen Rudolf Wagner kam es 1854 auf der Naturforscherversammlung zu Göttingen. Wagner hielt in seinem Vortrag Menschenschöpfung und Seelensubstanz die naturwissenschaftlichen Ergebnisse für vereinbar mit der biblischen Schöpfungsgeschichte und der Lehre von Unsterblichkeit und Wiedergeburt der Seele. Auf Wagners Bekenntnis, er liebe den „schlichten, einfachen Köhlerglauben“, antwortete Vogt 1855 mit der Schrift Köhlerglaube und Wissenschaft, die in kurzer Zeit große Verbreitung fand.
Der naturwissenschaftliche Materialismus beeinflusste die Monistenbewegung um Ernst Haeckel. Viele zeitgenössische Philosophen kritisierten an ihm eine erkenntnistheoretische Naivität. In seiner 1866 erschienenen, sehr erfolgreichen „Geschichte des Materialismus“ ließ der Neukantianer Friedrich Albert Lange den Materialismus nur als Forschungsmethode gelten, nicht jedoch als Metaphysik und philosophische Weltanschauung.
Einflussreiche Kritik kam zudem aus dem Lager des Marxismus. Marx hatte um 1845, in Loslösung von Ludwig Feuerbachs Materialismus, den Historischen Materialismus konzipiert. Aus dessen Sicht war der naturwissenschaftliche Materialismus beschränkt, weil er gesellschaftliche und ideologische Phänomene ausblendet. Er wurde deshalb von Friedrich Engels als (bloß) „mechanischer“ oder „mechanistischer“ Materialismus bezeichnet; Engels sprach von einer „verflachten, vulgarisierten Gestalt, worin der Materialismus des 18. Jahrhunderts heute in den Köpfen von Naturforschern und Ärzten fortexistiert und in den fünfziger Jahren von Büchner, Vogt und Moleschott gereisepredigt wurde.“ Andernorts, etwa in seiner erst postum 1925 erschienenen Schrift Dialektik der Natur, nannte Engels ihn den „vulgären Reiseprediger-Materialismus eines Vogt und Büchner.“ Von daher stammt der Ausdruck Vulgärmaterialismus, der zunächst von marxistischen Autoren polemisch gegen nicht-marxistische bzw. „kleinbürgerliche“ Vertreter materialistischer Philosophie verwendet wurde, aber auch darüber hinaus gebräuchlich wurde, allerdings keinen Eingang in die Fachwörterbücher fand.
Um 1895 machte Ostwald den Versuch, den Materialismus durch eine sogenannte energetische Weltanschauung zu überwinden.
In der Philosophie des 20. Jahrhunderts fanden die Schriften des naturwissenschaftlichen Materialismus keine größere Beachtung. Säkulare Intellektuelle im Osmanischen Reich und Ägypten wurden von ihm stark beeinflusst. Des Weiteren lassen sich Parallelen zwischen dem naturwissenschaftlichen Materialismus und einigen Varianten des modernen Naturalismus feststellen.

## Hauptwerke
Carl Vogt:
- Physiologische Briefe (1847)
- Köhlerglaube und Wissenschaft (1854)

Jakob Moleschott:
- Kreislauf des Lebens (1852)

Ludwig Büchner:
- Kraft und Stoff (1855)

Heinrich Czolbe:
- Neue Darstellung des Sensualismus (1855)